# Ce qu'il faut pour vivre
Pour plus de détails, voir Fiche technique et Distribution.
Ce qu'il faut pour vivre  est un film québécois réalisé par Benoît Pilon, sorti en 2008.

## Synopsis
Le film se déroule en 1952, d’abord sur les terres inuites, où l’on voit Tivii, pratiquant son mode de vie usuel, se déplaçant dans les landes, chassant pour sa famille et s’occupant de sa femme et de ses enfants. Tout va changer lorsqu’il aperçoit un navire canadien.  Il est amené à bord pour passer des examens médicaux et faire vérifier son état de santé. Après de longs moments sans explication et des tests interminables, les médecins informent Tivii qu’il est malade et qu'il devra partir au Québec se faire soigner dans un sanatorium. Sans trop en avoir eu le choix, Tivii laisse sa famille derrière lui, et part pour le Québec. Arrivé, il est présenté aux autres malades qui partageront le dortoir, et qui ne parlent que français. Dès le début, Tivii se sent jugé, en raison de sa différence, de sa méconnaissance du français et de son incapacité à manger avec des ustensiles. Par la suite, il est amené chez un médecin spécialiste qui lui annonce qu'il est atteint de tuberculose, et lui détaille ce qu'il devra traverser. Ne comprenant pas le français, Tivii est maintenu dans l'ignorance de son état. Le médecin demande à une infirmière, Carole, de le prendre en charge, afin de lui faire comprendre sa situation et de s’occuper de sa santé. Il tisse un lien de confiance avec l'infirmière qui tente de soigner Tivii, d’abord par la force, puis en essayant de le comprendre. Elle fait transférer Kaki, un enfant qui parle la langue de Tivii et le français, que Tivii dénomme "la langue des blancs". Ayant noué un lien très fort avec le garçon, Tivii tente de l’adopter afin de le ramener chez lui, sur la Terre de Baffin. Il conclut même une entente avec un prêtre qui l’aide dans ses démarches. L'état de santé de Kaki s'aggrave, le conduisant à la mort. Entre-temps, Tivii s’est mieux intégré parmi ses colocataires de dortoir, et a guéri de sa maladie, lui permettant de rentrer auprès de sa femme et de ses enfants, après plus de deux ans au sanatorium.

## Fiche technique
- Réalisation : Benoît Pilon
- Scénario : Bernard Émond & Benoît Pilon
- Musique : Robert Marcel Lepage
- Photo : Michel La Veaux
- Montage : Richard Comeau
- Producteur : Bernadette Payeur et René Chénier
- Distribution : Films Séville
- Langue : Français & Inuktitut

## Distribution
- Natar Ungalaaq : Tiivii
- Éveline Gélinas : Carole
- Paul-André Brasseur (en) : Kaki
- Vincent-Guillaume Otis : Joseph
- Antoine Bertrand
- Denis Bernard
- Louise Marleau
- Guy Thauvette
- Luc Proulx
- Serge Bonin : l'aumônier

## Distinctions
- Génie du meilleur film
- Génie du meilleur réalisateur (Benoît Pilon)
- Génie du meilleur acteur (Natar Ungaalaq)
- Génie du meilleur scénario original (Bernard Émond)
- 2008 : 11e cérémonie des Jutra Gagnant de 3 Jutras dont celui du meilleur film, meilleur scénario et meilleur acteur Natar Ungalaaq.
- Ce film représente le Canada lors de la 81e cérémonie des Oscars pour la catégorie meilleur film en langue étrangère. Bien qu'il apparaisse dans la shortlist avec huit autre films sur les 96 en compétition cette année-là, il n'est finalement pas retenu parmi les cinq finalistes qui obtiennent les nominations.

## Analyse

### Introduction
Dans Ce qu’il faut pour vivre, Bernard Émond s’inspire d’événements historiques s’étant réellement produits dans les années 1950, de sa connaissance du Grand Nord et de la culture inuit pour écrire avec justesse l’histoire de Tivii. Le scénario découle nécessairement de recherches pour réussir à faire un portrait réaliste de l’histoire. Le film comprend une part de faits historiques tels que les bateaux-cliniques qui passaient dans le grand nord à chaque été arctique et l’épidémie de tuberculose qui règne dans les années 1950. Le regard anthropologique de Bernard Émond et de Benoît Pilon donne ainsi au film un aspect de documentaire sur les répercussions du traitement des Inuits dans les sanatoriums.

### La tuberculose chez les Inuits
Les Inuits font partie des communautés les plus touchées par la tuberculose. En effet, le nombre de personnes atteintes par la tuberculose au Nunavut était 38 fois plus élevé en 2008 que celui de la population canadienne. Selon un rapport du Parlement du Canada, l’infection des populations autochtones serait en lien direct avec les premiers contacts avec les Européens au XIXe et XXe siècle. Des facteurs comme le déplacement des Autochtones vers les réserves et pensionnats où le surpeuplement des logements, la pauvreté et la malnutrition ont contribué à la propagation de la tuberculose et au passage de l'infection à la maladie. Dans les années 1950, le tiers des Inuits sont affectés par la tuberculose.

### Les bateaux-cliniques
Au milieu des années 1940, le gouvernement canadien réalise un examen de dépistage auprès des Inuits et autres populations autochtones qui habitent au nord du Canada et évacue ceux qui présentent des symptômes de la maladie vers les hôpitaux du sud. Pour ce faire, des bateaux se rendent sur les terres du Nord où l’on passe des radiographies et des tests médicaux à tous les membres des communautés. Le film témoigne de l’arrivée des bateaux-cliniques et du départ des malades vers les sanatoriums. Tout comme dans le film, chaque individu qui embarque sur le bateau est identifiée par un numéro pour passer des tests. Si la personne ne présente aucun symptôme de la maladie, on leur dessine une flèche sur la main, alors que si la personne est atteinte de tuberculose, on lui écrit les lettres « TB » sur la main. Cela indique que la personne doit aller se faire soigner et ne peut plus quitter le bateau. Ces moments sont alors considérés comme des épreuves difficiles pour la plupart des Inuits. On estime que 7 à 10 % de la population inuit fut hospitalisée vers le milieu des années 1950. Les Inuits se retrouvent dans l’inconnu total alors qu’on leur diagnostique la tuberculose. Les séjours à l’hôpital durent parfois plusieurs années. Alors que certains Inuits retournent dans leur communauté, plusieurs ne reviennent jamais, ce qui relie la venue des bateaux-cliniques à une grande peur chez les Inuits. Ils ne savent pas où ils seront amenés ni s’ils reverront leur famille un jour. Des témoignages recueillis en 2008 pour une recherche dans la revue Inuit studies illustrent l’ambiance de peur et de drame qui règnent à ce moment. Selon un témoignage, certains qui se savaient malades tentèrent de fuir sur les terres afin d’éviter les tests mais furent retrouvés par des hélicoptères qui se promenaient au-dessus des terres afin de trouver les fugitifs. Les membres de la famille n’ont pas le droit d’accompagner le malade. Ils doivent immédiatement sortir du bateau. Les gens de la communauté qui restent sur les terres sont alors également affectés par le départ de membres de la famille. Dans le cadre du film, Tivii est le père d’une famille, donc celui qui est responsable de la survie de celle-ci. Les familles vivaient alors beaucoup de stress sans le père pour chasser ou la mère pour faire les vêtements et s’occuper des enfants. De la même façon Tivii est affecté par le fait de laisser sa famille se débrouiller seule. Il chante d’ailleurs une chanson inuit qui raconte comment il est un mauvais père puisqu’il les a laissés seuls.

### Les sanatoriums
L’arrivée des Inuits au sanatorium est souvent accompagnée par un gros choc culturel. Pour la plupart, il s’agit de la première fois qu’ils voient des voitures et des bâtiments. Ils n’ont alors aucune idée de ce qu’est une douche ou une toilette. Dans le film, Tivii se questionne sur le fonctionnement des toilettes. Il demande d’où vient l’eau des toilettes, où va l’eau de celles-ci ensuite et de quelle eau provient le poisson qu’il mange. La réflexion que Tivii apporte démontre bien le choc des cultures. Dans le film, la scène d’arrivée de Tivii est semblable à celle qu’un Inuit, Kay Dier, rapporte comme témoignage. Dès leur arrivée, on les déshabille, jette leurs vêtements traditionnels, les lave, les rase et les rhabille dans de nouveaux vêtements. Ils sont ensuite confinés dans des chambres d’hôpital à attendre leur traitement.Un autre élément porteur de grandes difficultés est la connaissance de la langue française ou anglaise. Les interprètes présents sont souvent des patients inuits qui ont appris la langue dû à la longue durée de leur séjour.

### La perte de culture
Selon une recherche sur les Inuits évacués de la tuberculose menée par la revue Études Inuits, l’hospitalisation dans le sud affecta durement l’identité des patients inuits. Des témoignages permettent de voir l’impact qu’ont eu les traitements de la tuberculose sur les individus, la communauté et la culture en général. En tant qu’individu, plusieurs Inuits firent des dépressions dues à leur solitude face à une autre culture : « Je ne savais pas qu’on pouvait se sentir plus seul au milieu des Blancs que perdu dans la toundra » (Pilon, 2008). Tivii tente d’ailleurs de fuir et de se laisser mourir. Certains enfants étaient amenés si jeunes dans les sanatoriums qu’ils n’apprirent pas leur langue maternelle mais plutôt le français ou l’anglais. La transmission de la culture a donc été plus difficile pour certains. Dans le film, ce problème est présenté par Kaki, le jeune Inuit qui est assimilé par la culture occidentale. Il parle français, écoute des émissions de télévision, ne connait pas sa propre culture ni ses traditions. Les contacts que Tivii avec la religion et les autres malades « blancs » amène d’ailleurs un changement dans son mode de pensée.

## Médiagraphie
- Luc  Chaput (2008). Ce qu’il faut pour vivre : chaleur humaine, Québec, Séquences, p. 33
- Patrick Foucault (2012). Ethnohistoire de la tuberculose arctique ; L’impact culturel de la tuberculose et de son traitement par la biomédecine entre 1870 et 1960 sur les Inuits du Grand Nord canadien, Ottawa, Université d’Ottawa, 46 p.
- Pat Sandiford Grygier (1994). A Long Way from Home the Tuberculosis Epidemic among the Inuit, Montreal, McGill-Queen’s University Press, 747 p.
- Ebba Olofsson, Tara L. Holton et al. (2008). Negotiating identities: Inuit tuberculosis evacuees in the 1940s-1950s, Montréal, Inuit studies, p. 127-149.
- Parlement du Canada (n.d.). La voie de l’avenir : comment réagir aux taux élevés de tuberculose dans les réserves des Premières Nations et les collectivités inuites, Canada.
- Quinn Duff, (1988). Road to Nunavut. The Progress of the Eastern Arctic Inuit since the Second World War, Kingston and Montreal, McGill-Queen’s University Press